# Kỹ thuật Hướng đạo
Kỹ thuật Hướng đạo (Scoutcraft) là một thuật từ được dùng để chỉ các hiểu biết và kỹ năng cần có đối với những người tìm tòi khám phá đời sống hoang dã và tự mình lo liệu một cách độc lập. Thuật từ này đã được các tổ chức Hướng đạo dùng để phản ánh các kỹ năng và hiểu biết được coi là phần trọng tâm của các chương trình phức tạp bên cạnh với khía cạnh cộng đồng và tính chất tâm linh.